# 川崎芳太郎
川崎 芳太郎（かわさき よしたろう、1869年2月17日（明治2年1月7日） - 1920年（大正9年）7月13日）は、明治から大正にかけての実業家。神戸川崎銀行頭取、川崎汽船社長などを歴任し、川崎商船学校(後の神戸商船大学、現・神戸大学海洋政策科学部)を創設した。旧姓は鬼塚。川崎造船所（現・川崎重工業）の創設者川崎正蔵の甥。男爵。

## 人物・経歴
鹿児島生まれ。鬼塚善兵衛の長男。1886年（明治19年）に叔父の川崎正蔵が創設した神戸の川崎造船所の事務員になり、1890年（明治23年）駐米公使・高平小五郎の援助により、米国ニューヨークのイーストマン商業学校に留学。
1892年（明治25年）に川崎正蔵の養嗣子となった。
1896年（明治29年）に株式会社川崎造船所が発足すると副社長に就任する。性格は温厚で、社長の松方幸次郎を補助した。
その後、1905年（明治38年）神戸川崎銀行頭取も務め、1917年（大正6年）に、正蔵の遺志により芳太郎が川崎商船学校(後の神戸商船大学、現・神戸大学海洋政策科学部)を創立した。
1919年（大正8年）には川崎汽船、国際汽船、大福海上の各社長に就任。福徳生命の重役も兼任する。
正蔵が創刊した神戸新聞の社長も務めた。
1920年（大正9年）1月13日これまでの功績により男爵の爵位を叙爵。没後、長男の武之助が襲爵した。
養嗣子としての芳太郎の生き方は「予が一代は堪忍を以て一貫の主義となすべし」という氏の言葉に残されている。

## その他
1917年には（大正6年）には、神戸の布引山下に川崎芳太郎邸の建築が計画され、ジョサイア・コンドルにより設計案が作られた。和風部分は実現されたが、コンドルの手による洋館は実現される前に施主の芳太郎も設計者のコンドルも他界している。

## 家族
- 実父・鬼塚善兵衛 ‐ 鹿児島出身。川崎正蔵の妹の夫。[11]
- 岳父・川崎正蔵[11]
- 妻・ちか ‐ 正蔵の二女[11]
- 長男・川崎武之助 ‐ 男爵。兵庫県多額納税者。岳父に侯爵嵯峨公勝。[12]
- 二男・川崎芳熊 ‐ 川崎総本店（川崎財閥の持株会社）代表、川崎造船所・川崎重工業重役、神戸新聞社・神戸オリエンタルホテル社長。東京帝国大学法学部卒業後、約3年間欧米遊学、帰国後川崎造船所入社。岳父に岡部長職。娘に小説家の久坂葉子がいる[13]。
- 長女・福子（1898-1982） ‐ 成瀬正一 (フランス文学者)の妻。[11]
- 三男・川崎金蔵（1900-1978） ‐ 日本生命保険常務、日生不動産会長、日生ビル興業社長。岳父に鉱山技師・崎川茂太郎。[11]
- 四男・川崎芳虎（1902-1953） ‐ 岳父に男爵山内豊静。[11]
- 五男・川崎芳治（1905-1971）[11]